# Slunj
Slunj [ˈsluɲ] (ungarisch Szluin, deutsch veraltet Sluin oder vereinzelt Slazuin, lat. Slovin) ist eine Stadt in Zentralkroatien. Sie liegt 50 km südlich von Karlovac und 30 km vom Nationalpark Plitvicer Seen entfernt.
Slunj ist das Zentrum des Gebietes Kordun an der oberen Korana, im Grenzgebiet zu Bosnien und Herzegowina. Die Stadt zählt 5.076 Einwohner (Volkszählung von 2011) und gehört zur Gespanschaft Karlovac.
Der Ortsteil Rastoke ist dafür bekannt, dass er eine kleinere Version der Plitvicer Seen darstellt. Hier verzweigt sich der Fluss Slunjčica in viele kleinere Flussarme und fließt über zahlreiche Kaskaden und kleinere Wasserfälle in die Korana. Auch können viele alte Wassermühlen besichtigt werden.

## Geschichte
In der frühen Neuzeit war die Gegend um Slunj eine unsichere Grenzregion zwischen Europa und dem Osmanischen Reich. Als letzte Festung diente die befestigte Stadt Slovin der Frankopanen (ung. Frangépan), einem kroatischen Adelsgeschlecht. Später wurde diese Stadt Slunj genannt.
Im Jahre 1548 erlitten die Türken hier eine Niederlage. In den 1550er Jahren wurde das umliegende Gebiet wiederholt von osmanischen Truppen heimgesucht, wobei sich der 1567 zum Banus von Kroatien und Slawonien ernannte Franjo Slunjski Frankopan große Verdienste bei der Verteidigung erwarb.
1578 fiel Slunj für kurze Zeit in die Hände der Osmanen. Die alte Festung wurde niedergebrannt, mit der Zeit jedoch wieder aufgebaut.
Ende 1584 brachten der Hauptmann der kroatischen Militärgrenze Josef Thurn und der kroatische Ban Tamás Erdődy dem von Beylerbey von Buda, Ferhad Pascha Sokolović, befehligten osmanischen Heer bei Slunj eine schwere Niederlage bei (vgl. auch Belagerung von Gvozdansko).
Seit Ende des 16. Jahrhunderts war der Ort ein wichtiger Stützpunkt der Militärgrenze (Karlstädter Generalat) und diente zur Sicherung des Grenzgebietes zum osmanischen Reich. Die Burg wurde zu einer Festung ausgebaut und diente dem befehlshabenden General dieses Landstriches als Dienstsitz (siehe Burgruine Stari grad Slunj). Nach dem Frieden von Sistowa 1791 setzte eine vermehrte Besiedlung der Gegend ein.
Eine wirtschaftliche Blüte erlebte Slunj während der kurzen französischen Herrschaft von 1809 bis 1813, als städtische Straßen, Lager und Mühlen gebaut, Weinberge angelegt und Maulbeerbäume gepflanzt wurden. In dieser Zeit wurde auch kroatisch zur offiziellen Landessprache erhoben. Die Residenz des damaligen Generalgouverneurs der französischen Provinz Illyrien, Marschall Auguste Frédéric Louis Viesse de Marmont, existiert bis heute.
Die erste schriftliche Erwähnung der Stadt hinterließ der bekannte Chronist Baron Johann Weichard Valvasor, der 1689 von der befestigten Stadt Slunj selbst, einer Brücke und einer Mühle berichtete. Die erste Darstellung der Mühlen von Rastoke datiert aus dem Jahr 1789, es handelt sich um einen Kupferstich von Rastoke, der einer Beschreibung von Belsazar Hacquet beiliegt. „Die Umgebung von Slunj ist geradezu romantisch […] und wird durch die großartigen Wasserfälle der Slunjčica gekrönt, die jeden verzaubern oder erstaunen werden, auch wenn dieser kein ausgesprochener Naturliebhaber ist. Ja, Slunj ist mit seiner romantischen Umgebung und den silbernen Wasserfällen der Slunjčica ein derartiger Edelstein der Natur, dass uns sogar Fremde dessen neidisch sind.“ (S. Širola).
Der österreichische Schriftsteller Heimito von Doderer publizierte 1963 den Roman „Die Wasserfälle von Slunj“, der vorwiegend im 19. Jahrhundert spielt. Im 20. Jahrhundert begann eine wissenschaftliche Untersuchung der Umgebung von Slunj und des Ortsteiles Rastoke. Im 19. und Anfang des 20. Jahrhunderts waren die Rastoke das Zentrum des gesellschaftlichen Lebens dieser Gegend. Mit der Entwicklung der elektrischen Mühlen und einer massiven Auswanderungsbewegung nach dem Zweiten Weltkrieg nahm die wirtschaftliche Bedeutung der Mühlen in Rastoke drastisch ab.

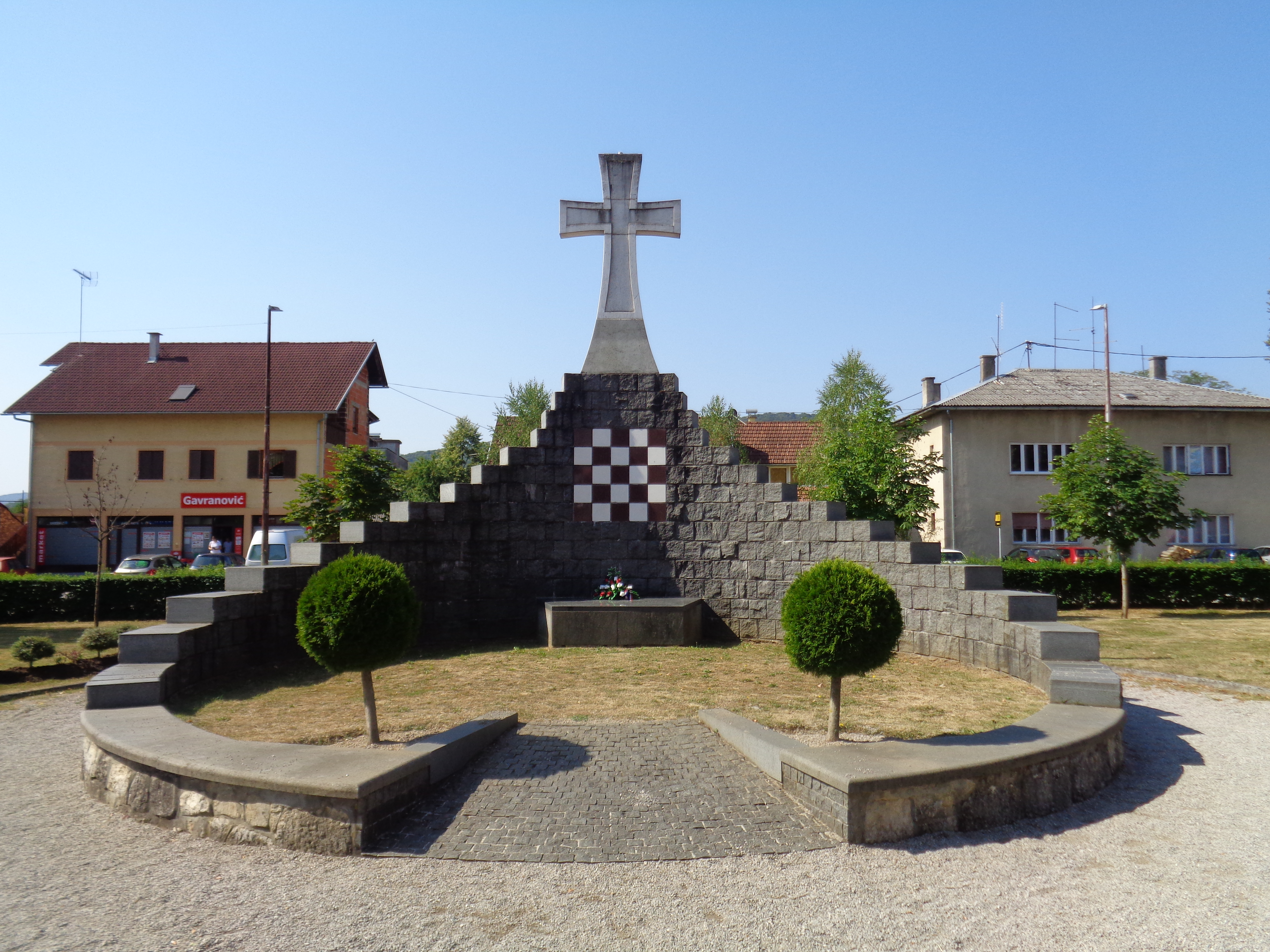
Denkmal der kroatischen gefallenen Soldaten und zivilen Opfer des Kroatienkrieges auf dem Dr.-Franjo-Tuđman-Platz

## Sehenswürdigkeiten
Bei Slunj stürzt der Fluss Slunjčica (von den Einheimischen auch Slušnica genannt) über zahlreiche Wasserfälle in die Korana. Hier standen bzw. stehen die 22 Wassermühlen von Rastoke (was eigentlich „Flussverzweigung“ bedeutet) aus dem 18. Jahrhundert, welche als Getreidemühlen für die ganze Region dienten.

## Tourismus
Langsam beginnt der Tourismus in dieser armen Region Kroatiens wieder Fuß zu fassen. Die Gegend um Slunj bietet teilweise exzellente Jagdmöglichkeiten und ist Anziehungspunkt vieler Hobbyfischer. Slunj hat auch ein recht beliebtes, naturbelassenes Badegebiet an der Korana vorzuweisen.

## Brücken von Slunj

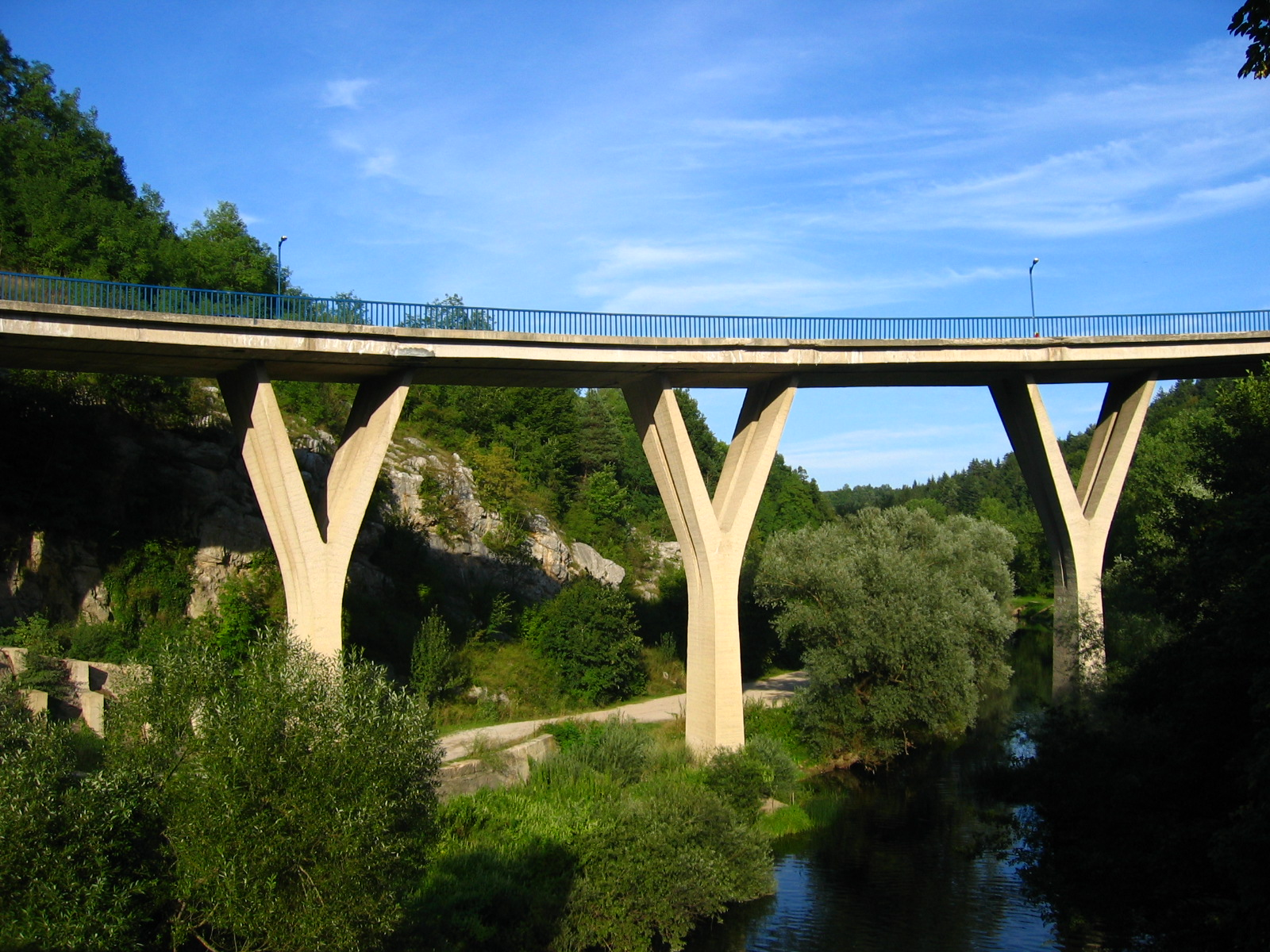
Kurvenbrücke über die Korana in Slunj

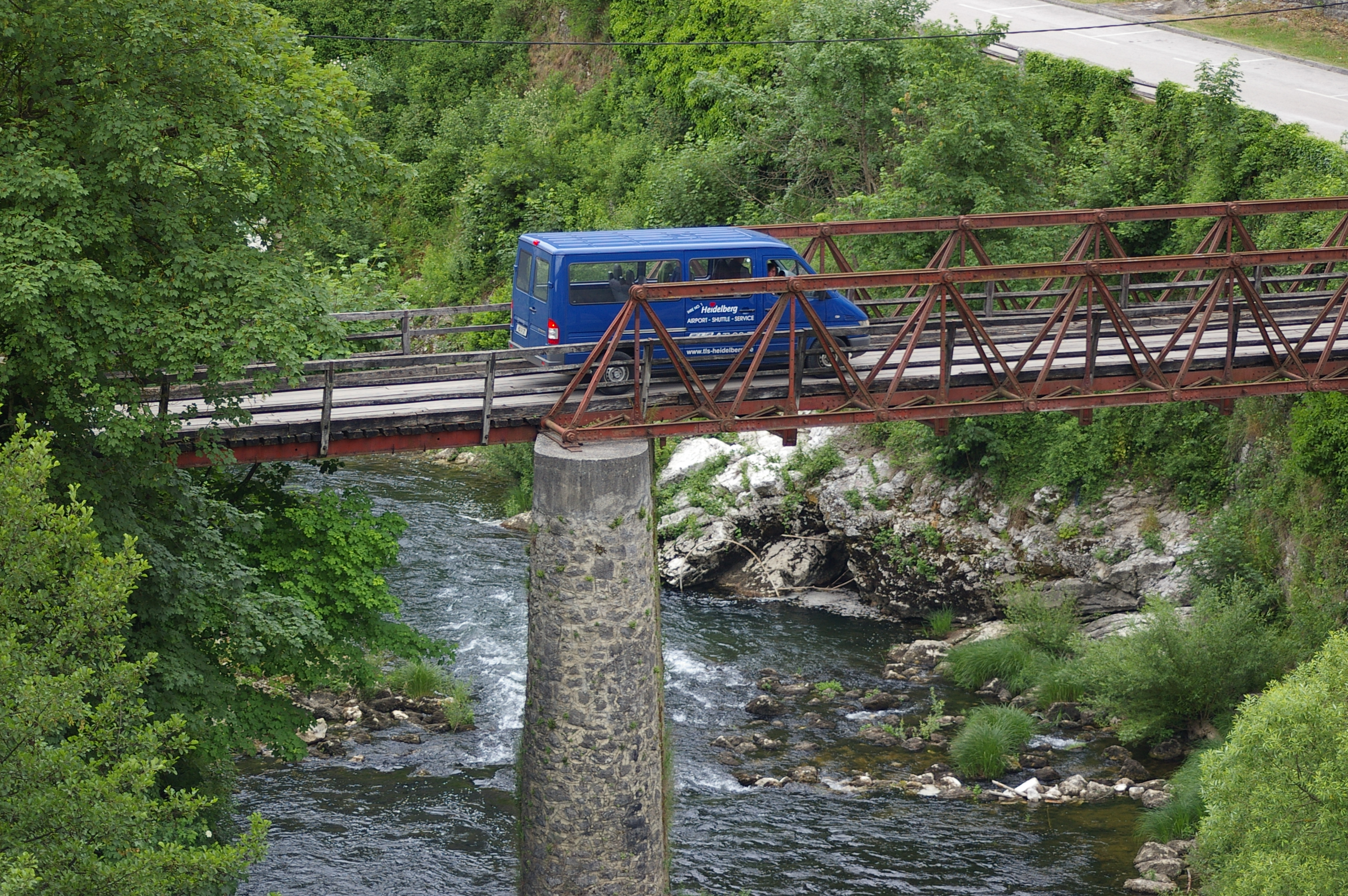
Alte Brücke von Slunj

Angesichts der Topographie von Slunj und insbesondere der Bedeutung des historischen Stadtkerns Rastoke, wie auch der Lage von Slunj entlang der für Kroatien sehr bedeutsamen Nord-Süd Verkehrsverbindung, wurden in Slunj bereits früh zahlreiche, wichtige Brückenprojekte realisiert. Bereits 1689 erwähnt der Polyhistor Johann Weichard Valvasor eine Brücke bei Slunj. 1825 wurde eine modernere Nord-Süd-Straßenverbindung einschließlich zweier Brücken bei Slunj verwirklicht. Diese Brücken existieren auch heute noch. Brücken galten stets als charakteristisches Symbol von Slunj. Die Jahresrückschau des katholischen Slunjer Dekanats trägt daher ebenfalls die Bezeichnung „Mostovi“ (für kroat. Brücken).
Das national bedeutsame Projekt einer neuen Verbindung wurde 1958 mit dem Bau einer neuen Brücke über die Korana realisiert. Architekt Kruno Tonković entwarf eine Straßenbrücke aus Stahlbeton, welche in einem scharfen Kurvenbogen am idyllischen Ortsteil Rastoke vorbeiführt. Tonković war mit diesem architektonischen Werk seiner Zeit voraus. Die Brücke ist auch heute noch ein wesentlicher Bestandteil der Nationalstraße D1, die den Süden Kroatiens, die Plitvicer Seen mit dem Landesinneren verbindet. Die Brücke bietet eine hervorragende Aussicht auf die Mühlen und Wasserfälle von Rastoke und führt über den Canyon der Korana. Angesichts des Kurvenbogens schmiegt sie sich gut in die Landschaft ein. Der Kurvenbogen der Brücke hat einen Radius von 71 m. Der Durchschnittswinkel beträgt 160 Grad. Vervollständigt wird die Straßenverbindung über diese Brücke durch eine zusätzliche Brücke über den Fluss Slunjčica, die ebenfalls 1958 errichtet wurde. Im August 1995 kam es im Zuge des Kroatienkrieges zu einer teilweisen Beschädigung der Brücke über die Korana angesichts einer Sprengung durch serbische Freischärler beim Verlassen der Stadt. Die Brücke konnte jedoch wenige Wochen danach wieder für den Verkehr freigegeben werden.

## Söhne und Töchter der Stadt
- Milan Neralić (1875–1918), Fechter
- Jelica Pavličić (* 1954), Sprinterin

## Städtepartnerschaften
- Castel San Giovanni, Italien